# Vrijeme je
Vrijeme je — студійний альбом боснійського гурту Реґіна, випущений у червні 2009 року.

## Альбом
Альбом був готовий ще на початку року, але випуск було відкладено у зв'язку з участю гурту у Євробаченні. Першим синглом із альбому стала пісня «Zvaću te pile moje» («Називатиму тебе моє курчатко»). Автором усіх пісень на диску є Александар Човіч.

## Композиції
1. Zvaću te pile moje (3:55)
2. Bježi dok sam mlad (4:21)
3. Bistra voda (3:06)
4. Bijele zore (5:20)
5. Pazi gdje spavaš (3:51)
6. Snijeg (3:43)
7. Vrijeme je (4:22)
8. Sve što imam (4:15)
9. Koji ti je sad (3:48)
10. Spavaj (4:28)
11. Ružo moja (4:30)
12. Bistra voda (російська версія) (3:06)
13. Bistra voda (англійська версія) (3:04)